# Pago del Vallo di Lauro
Pago del Vallo di Lauro ist eine italienische Gemeinde mit 1703 Einwohnern (Stand 31. Dezember 2023) in der Provinz Avellino in der Region Kampanien.

## Geografie
Die Nachbargemeinden sind Domicella, Lauro, Marzano di Nola, Taurano, Visciano (NA). Die Ortsteile lauten Pernosano und Sopravia.